# Souessoula
Souessoula Crosby & Bishop, 1936 è un genere di ragni appartenente alla famiglia Linyphiidae.

## Distribuzione
L'unica specie oggi attribuita a questo genere è stata rinvenuta negli USA.

## Tassonomia
A giugno 2012, si compone di una specie:
- Souessoula parva (Banks, 1899)[3]— USA

### Sinonimi
- Souessoula atypica (Chamberlin & Ivie, 1944); considerato sinonimo di S. parva in seguito ad uno studio dell'aracnologo Ivie del 1967[1].
- Souessoula fusca (Chamberlin & Ivie, 1944); considerato sinonimo di S. parva in seguito ad uno studio dell'aracnologo Millidge del 1984[1].
- Souessoula ogeechee (Chamberlin & Ivie, 1944); considerato sinonimo di S. parva in seguito ad uno studio dell'aracnologo Ivie del 1967[1].